# Rima Gärtner
La Rima Gärtner è una struttura geologica della superficie della Luna.